# Énlakai unitárius templom
Az énlakai unitárius templom műemlékké nyilvánított templom Romániában, Hargita megyében. A romániai műemlékek jegyzékében a HR-II-a-A-12848 sorszámon szerepel.